# Luscinia phoenicuroides
Il Luscinia phaenicuroides è una specie di uccello della famiglia dei Muscicapidae. 

## Habitat

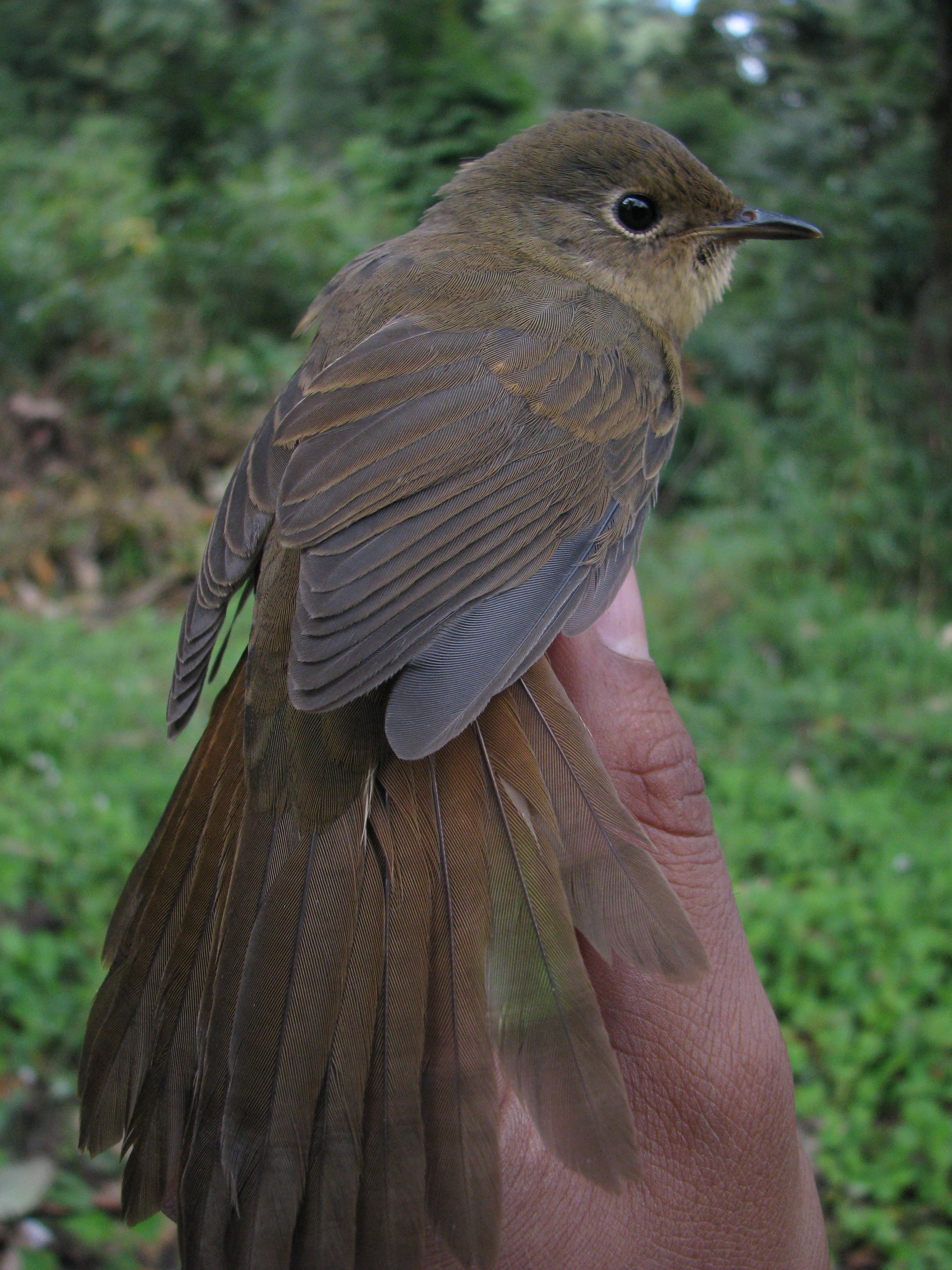
Giovane femmina del Hodgsonius phoenicuroides

Si trova in Bhutan, Cina, India, Laos, Myanmar, Nepal, Pakistan, Tailandia e Vietnam; il suo habitat naturale sono le foreste temperate.

## Descrizione
L'animale era in precedenza l'unica specie del genere Hodgsonius. Un grande studio filogenetico molecolare pubblicato nel 2010 ha scoperto che faceva parte di un clade che includeva l'usignolo comune. La specie fu quindi trasferita al genere dei Luscinia.